# Detective Knight - Fine dei giochi
Detective Knight - Fine dei giochi (Detective Knight: Independence) è un film del 2023 diretto da Edward Drake. Si tratta dell'ultimo film della trilogia iniziata con Detective Knight - La notte del giudizio, l'ultima serie cinematografica interpretata da Bruce Willis prima del ritiro dalle scene.

## Trama
L'assegnazione dell'ultimo minuto del Detective James Knight al turno del Giorno dell'Indipendenza si trasforma in una corsa per impedire a un'ambulanza fuori controllo e a un vigilante squilibrato di mettere in pericolo i festeggiamenti della città.

## Distribuzione

### Edizione italiana
La direzione del doppiaggio è di Mario Brusa e i dialoghi italiani sono curati da Esther Ruggiero per conto della Videodelta che si è occupata anche della sonorizzazione.

## Accoglienza

### Critica
Sull'aggregatore di recensioni Rotten Tomatoes il film riceve il 67% delle recensioni positive.